# 인도 건강관리조사 연구소
인도 건강관리조사 연구소(Indian Institute of Health Management Research) 혹은 IIHMR는 보건과 병원관리를 위한 연구소이다. 1984년 자이푸르에 설립되었으며, 인도 최초의 공중보건 연구기관이다. 연구소 캠퍼스는 상가니르 공항 근처 14 에이커의 대지에 위치하고 있다.
연구소 시설은 국제 표준으로 구성되어 있다. 메인 빌딩에는 아케데믹 블록, 컴퓨터 센터, 도서관과 기록보관소, 회의실, 시청각실, MDP 센터, 세미나실, 지도실, 강의실이 있다. 최대 187명의 학생을 수용할 수 있는 세 개의 호스텔 건물도 있다. 게스트 하우스들도 캠퍼스에 위치해 있다. 레지덴셜 컴플렉스 내에는 조깅 트랙, 테니스 및 배드민턴 코트, 그리고 어린이 놀이터가 있다.